# Oude Bakkerij (Soest)
De Oude Bakkerij aan  het Kerkpad Zuidzijde 158-160 is een rijksmonument in Soest in de provincie Utrecht.
De bakkerij staat in de Kerkebuurt op de hoek van het Kerkpad en de Kerkstraat. De rechthoekige vorm is aan de zijde van de Kerkstraat afgeschuind. De twee schoorstenen met vonkenvangers staan op de nok die evenwijdig aan de Kerkstraat loopt. Het originele uithangbord van de bakkerij hangt in het Nederlands Openluchtmuseum, het huidige bord is een replica.  
De vensters zijn voorzien van luiken, aan de Kerkstraat is een dubbel kelderluik.

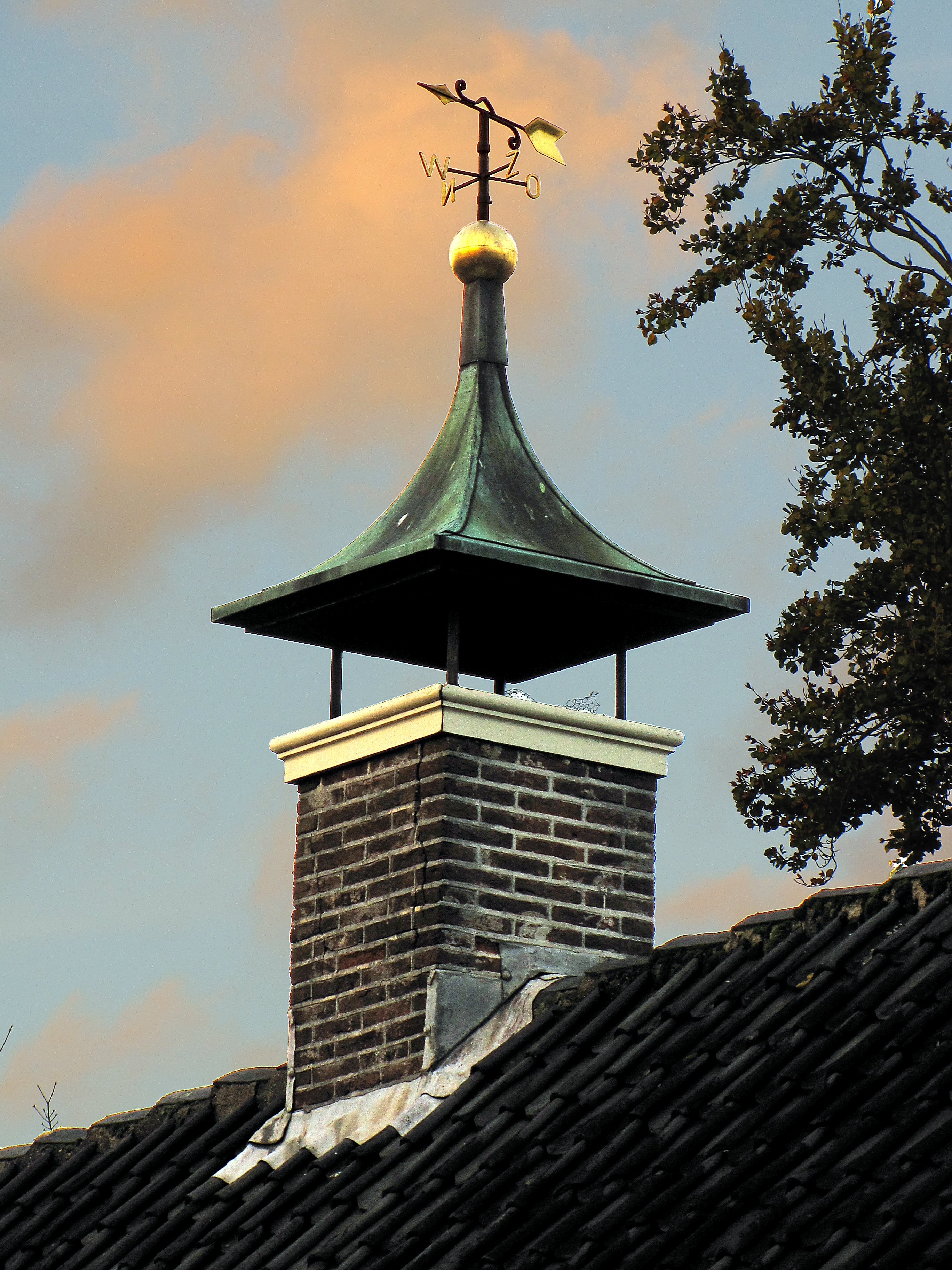
Noordelijke schoorsteen met boven de kap een pijl als windwijzer